# عبد العزيز أولابي
عبد العزيز موفتاو أولابي (بالإنجليزية: Abdulazeez Owolabi) (مواليد 13 أبريل 2000، لاعب كرة قدم نيجيري من مواليد نيجيريا يجيد اللعب في الظهير.

## مسيرة اللاعب
لعب في نادي الفجيرة ونادي الوصل ونادي الظفرة.